# العلاقات الألبانية الإماراتية
العلاقات الألبانية الإماراتية هي العلاقات الثنائية التي تجمع بين ألبانيا والإمارات العربية المتحدة.

## مقارنة بين البلدين
هذه مقارنة عامة ومرجعية للدولتين:
| وجه المقارنة                                              | ألبانيا                                                    | الإمارات العربية المتحدة |
| --------------------------------------------------------- | ---------------------------------------------------------- | ------------------------ |
| المساحة (كم2)                                             | 28.75 ألف                                                  | 83.60 ألف                |
| عدد السكان (نسمة)                                         | 3.02 مليون                                                 | 9.40 مليون               |
| الكثافة السكانية (ن./كم²)                                 | 105.04                                                     | 112.44                   |
| العاصمة                                                   | تيرانا                                                     | أبو ظبي                  |
| اللغة الرسمية                                             | اللغة الألبانية                                            | اللغة العربية            |
| العملة                                                    | ليك ألباني                                                 | درهم إماراتي             |
| الناتج المحلي الإجمالي (بليون دولار)                      | 13.04 مليار                                                | 382.58 مليار             |
| الناتج المحلي الإجمالي (تعادل القوة الشرائية) بليون دولار | 33.17 مليار                                                | 640.72 مليار             |
| الناتج المحلي الإجمالي الاسمي للفرد دولار أمريكي          | 3.94 ألف                                                   | 40.44 ألف                |
| الناتج المحلي الإجمالي للفرد دولار أمريكي                 | 11.11 ألف                                                  | 67.67 ألف                |
| مؤشر التنمية البشرية                                      | 0.764                                                      | 0.835                    |
| رمز المكالمات الدولي                                      | +355                                                       | +971                     |
| رمز الإنترنت                                              | .al                                                        | .ae، .امارات             |
| المنطقة الزمنية                                           | توقيت وسط أوروبا، ت ع م+01:00، ت ع م+02:00، أوروبا/تيرانا ‏ | ت ع م+04:00              |

## منظمات دولية مشتركة
يشترك البلدان في عضوية مجموعة من المنظمات الدولية، منها:
| علم المنظمة | اسم المنظمة                               | تاريخ انضمام ألبانيا | تاريخ انضمام الإمارات العربية المتحدة |
| ----------- | ----------------------------------------- | -------------------- | ------------------------------------- |
|             | الاتحاد البريدي العالمي                   | ?                    | ?                                     |
|             | مؤسسة التنمية الدولية                     | 15 أكتوبر 1991       | 23 ديسمبر 1981                        |
|             | منظمة حظر الأسلحة الكيميائية              | ?                    | ?                                     |
|             | منظمة التجارة العالمية                    | ?                    | ?                                     |
|             | الأمم المتحدة                             | 14 ديسمبر 1955       | 9 ديسمبر 1971                         |
|             | وكالة ضمان الاستثمار متعدد الأطراف        | 15 أكتوبر 1991       | 20 أكتوبر 1993                        |
|             | منظمة الشرطة الجنائية الدولية             | ?                    | ?                                     |
|             | مؤسسة التمويل الدولية                     | 15 أكتوبر 1991       | 30 سبتمبر 1977                        |
|             | الاتحاد الدولي للاتصالات                  | 2 يونيو 1922         | 27 يونيو 1972                         |
|             | البنك الدولي للإنشاء والتعمير             | 15 أكتوبر 1991       | 22 سبتمبر 1972                        |
|             | منظمة التعاون الإسلامي                    | ?                    | ?                                     |
|             | المركز الدولي لتسوية المنازعات الاستشارية | 14 نوفمبر 1991       | 22 يناير 1982                         |
|             | يونسكو                                    | 16 أكتوبر 1958       | 20 أبريل 1972                         |

## وصلات خارجية
- موقع وزارة الخارجية الألبانية
- موقع وزارة الخارجية الإماراتية